# Municipio de Iroquois (Dakota del Sur)
El municipio de Iroquois (en inglés: Iroquois Township) es un municipio ubicado en el condado de Kingsbury en el estado estadounidense de Dakota del Sur. En el año 2010 tenía una población de 71 habitantes y una densidad poblacional de 0,66 personas por km².

## Geografía
El municipio de Iroquois se encuentra ubicado en las coordenadas 44°22′36″N 97°48′11″O / 44.37667, -97.80306. Según la Oficina del Censo de los Estados Unidos, el municipio tiene una superficie total de 106.86 km², de la cual 106,66 km² corresponden a tierra firme y (0,18 %) 0,2 km² es agua.

## Demografía
Según el censo de 2010, había 71 personas residiendo en el municipio de Iroquois. La densidad de población era de 0,66 hab./km². De los 71 habitantes, el municipio de Iroquois estaba compuesto por el 92,96 % blancos y el 7,04 % eran de una mezcla de razas. Del total de la población el 7,04 % eran hispanos o latinos de cualquier raza.